# Charco del Conde
Charco del Conde este o arie protejată (arie specială de conservare — SAC, sit de importanță comunitară — SCI) din Spania întinsă pe o suprafață de 9,2 ha, integral pe uscat.

## Localizare
Centrul sitului Charco del Conde este situat la coordonatele 28°05′10″N 17°20′16″W / 28.0862°N 17.3378°V.

## Înființare
Situl Charco del Conde a fost declarat sit de importanță comunitară în octombrie 1999 pentru a proteja un număr necunoscut de specii din flora spontană și fauna sălbatică aflate în arealul zonei. Situl a fost protejat și ca arie specială de conservare în ianuarie 2010.

## Biodiversitate
Situată în ecoregiunea , aria protejată conține 1 habitat natural: Galerii și tufărișuri riverane sudice (Nerio-Tamaricetea și Securinegion tinctoriae).
La baza desemnării sitului se află un număr nedeclarat de specii protejate.